# Cheilanthes tamburii
Cheilanthes tamburii là một loài thực vật có mạch trong họ Adiantaceae. Loài này được (Hook.) T. Moore miêu tả khoa học đầu tiên năm 1861.